# 安哥拉山羊

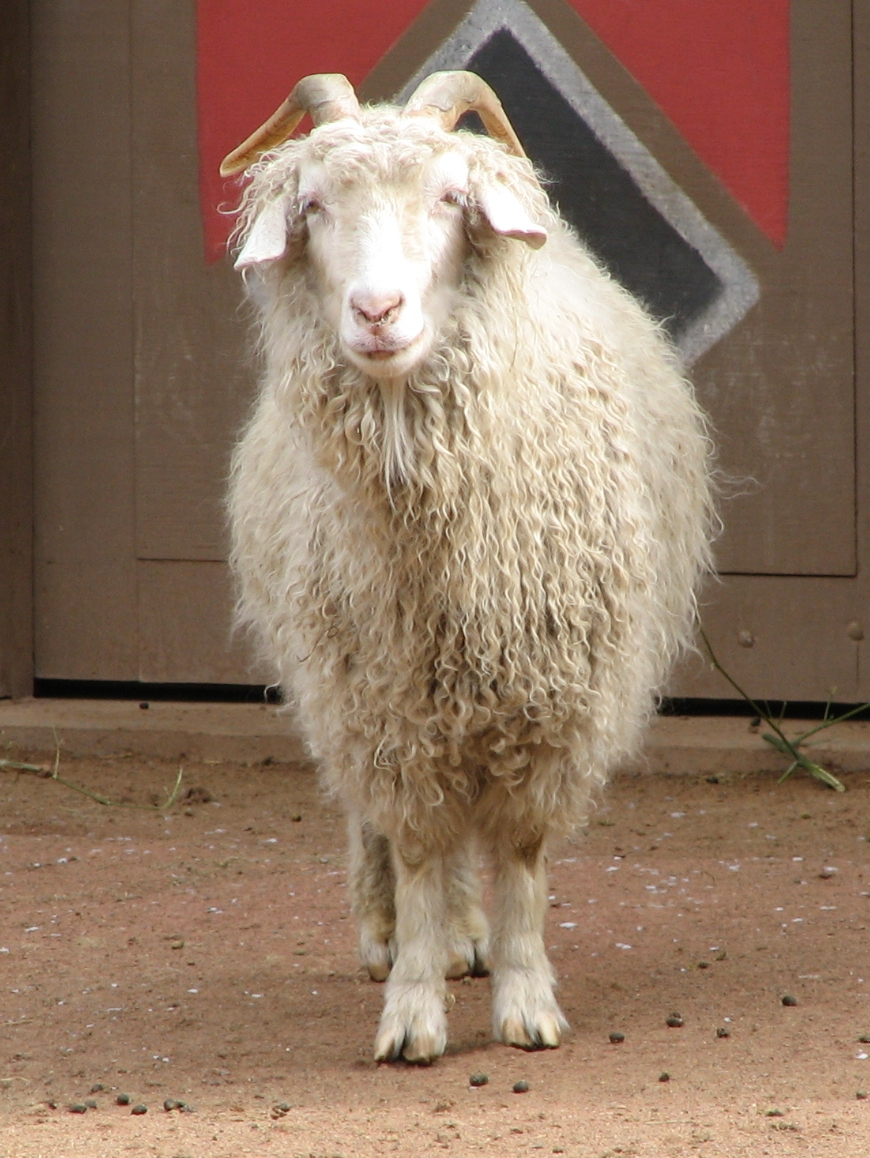

安哥拉山羊（英語： goat或Ankara goat），是土耳其首都安卡拉（曾称为安哥拉，不是非洲国家安哥拉）原生的山羊，其羊毛可製成鄂圖曼帝國最重要出口收入來源的馬海毛。一年可以剪毛兩次。每隻羊每年平均可以生產4至5公斤的羊毛。土耳其、阿根廷、美國和南非是現今世界馬海毛產量最多的國家。牠的肖像於1938至52年間被印製到50土耳其里拉的紙幣之上。